# Ghiacciaio del Coupé de Money
Il ghiacciaio del Coupé de Money (in francese, Glacier du Coupé de Money) si trova nel massiccio del Gran Paradiso nel versante valdostano. Si trova nella val di Cogne, ai piedi della Torre di Sant'Orso (3618 m) e della cresta Paganini (3440 m).

## Descrizione
La sua estensione misura circa 160 ettari. Le sue caratteristiche principali sono: lunghezza 2 km., larghezza 0,8 km., esposizione nord-ovest, inclinazione media 24°, quota massima 3470 metri circa, quota minima 2940 metri.